# Megan Tapper
Megan Krystin Tapper (nacida como Megan Krystin Simmonds, Kingston, 18 de marzo de 1994) es una deportista jamaicana que compite en atletismo, especialista en las carreras de vallas. Participó en los Juegos Olímpicos de Tokio 2020, obteniendo una medalla de bronce en la prueba de 100 m vallas.

## Palmarés internacional
| Juegos Olímpicos | Juegos Olímpicos | Juegos Olímpicos  | Juegos Olímpicos |
| Año              | Lugar            | Medalla           | Prueba           |
| ---------------- | ---------------- | ----------------- | ---------------- |
| 2020             | Tokio (Japón)    | Medalla de bronce | 100 m vallas     |